# 2 frogs dans l'Ouest
Pour plus de détails, voir Fiche technique et Distribution.
2 frogs dans l'Ouest est un film québécois, réalisé, scénarisé et coproduit par Dany Papineau en 2010. Dany Papineau est également en vedette dans le film.

## Synopsis
Marie Deschamps, une jeune cégepienne de 20 ans interrompt sa session collégiale pour aller apprendre l'anglais dans l'ouest canadien. Son père ne coopère pas à sa décision et la menace de ne plus vouloir la revoir. Marie, décidée, partira tout de même. Sa copine de voyage l'abandonne dès le départ mais Marie décide de partir seule. Elle traverse le pays sur le pouce pour se rendre jusqu'à Whistler en Colombie-Britannique où elle s'établira. Les premiers jours seront difficiles, elle se fait voler ses biens et la saison touristique n'est pas commencée, ce qui fait qu'elle ne trouve pas d'emploi immédiatement. Elle se liera d'amitié avec un jeune Québécois, J-F, qui habite la région depuis 10 ans. Il lui présentera ses colocs et Marie partagera le chalet avec eux. Les choses se placeront pour Marie, elle finira par se trouver un emploi comme femme de chambre dans un hôtel cinq étoiles et son anglais s'améliore. Sa quête de soi l'amène jusqu'à s'interroger sur son orientation sexuelle. Elle hésite à téléphoner à ses parents qui ne lui parlent que de sa sœur Julie. C'est à la suite d'un accident de ski de J-F qu'elle réalise combien elle tient à lui. Ayant skié hors-piste, J-F ne peut toucher les assurances et est contraint de vendre ses biens dont sa voiture, une Westfalia orange. Marie rachète la Westfalia et décide de continuer sa quête jusqu'au Mexique où elle rejoindra J-F.

## Fiche technique
- Titre français : 2 frogs dans l'Ouest
- Titre anglais ou international : 2 Frogs in the West
- Réalisation : Dany Papineau
- Scénario : Dany Papineau, Grégoire Bédard, David Uloth
- Direction photo : Christian Bégin
- Montage : Justin Lachance
- Musique : Jérôme Boisvert
- Production : Jacques Roiseux; Éric Guillemette
- Coproduction : Dany Papineau
- Société(s) de distribution : Coup de cœur Distribution
- Pays d’origine :  Canada
- Langue originale : français
- Format : couleur
- Genre : comédie dramatique
- Durée : 105 minutes
- Dates de sortie :
  - Canada : 8 octobre 2010

## Distribution sélective
- Mirianne Brûlé : Marie Deschamps
- Dany Papineau : Jean-François Laforest
- Germain Houde : père de Marie Deschamps
- Diane Lavallée : mère de Marie Deschamps
- Anik Vermette : Julie Deschamps
- Jessica Malka : Gaby
- Valérie Chevalier : Valérie
- Brandon Barton : Brad
- Niels Schneider : Max